# Capitan Basilico 2 - I Fantastici 4+4
Capitan Basilico 2 - I Fantastici 4+4 è un film del 2011, diretto da Massimo Morini, bandleader del gruppo musicale dei Buio Pesto. È una commedia di taglio satirico incentrata su un supereroe, sequel di Capitan Basilico del 2008. I protagonisti sono gli stessi componenti dei Buio Pesto.
Al film hanno partecipato numerosi colleghi, cantanti e musicisti, oltre che attori comici, del gruppo genovese: Piero Parodi, Povia, Simone Cristicchi, Massimo Ranieri, Toto Cutugno, il Mago Forest, Marco Berry, il Gabibbo e le veline Federica Nargi e Costanza Caracciolo.

## Trama
Il supereroe ligure Capitan Basilico deve far fronte ad una nuova minaccia criminale. Il perfido BarMan, ex compagno di scuola per supereroi, è in possesso di una micidiale arma in grado di piegare chiunque al suo volere e rapisce Regina per ricattare il supereroe verde. I Buio Pesto entrano in azione per sventare il piano tra mille peripezie che li portano in giro per tutta la Liguria.

## Produzione
Il film ha avuto diverse location; è stato girato infatti fra Genova, Bogliasco, Loano, Rapallo, Sestri Levante, Moconesi, Carasco, Lerici, Busalla, Imperia, Arma di Taggia, Albenga, La Spezia, Pietra Ligure, Deiva Marina, Celle Ligure, Andora, Prato Nevoso, Trofarello, Milano 2.
Come in tutti i film e telefilm di Massimo Morini, anche in questo è presente l'effetto sonoro cinematografico l'urlo di Wilhelm, inserito dal foley artist e tecnico del suono Emilio Pozzolini.

## Accoglienza
Questo sequel è stato iscritto al premio David di Donatello 2011 ma non è rientrato nella cinquina dei candidati.

## Distribuzione
Capitan Basilico 2 - I Fantastici 4+4 è stato acquistato da Rai Cinema. Domenica 15 dicembre 2013 il film è andato in onda in prima TV su Rai Due, nel palinsesto notturno, piazzandosi al secondo posto negli ascolti Auditel con il 6,22% di share.